# Nocicepteur
Un nocicepteur (ou récepteur nociceptif) est un récepteur sensoriel de la douleur qui fait naître un message nerveux lorsqu’il est stimulé. Le message passe d'abord par le bulbe ou la moelle épinière, où se déclenche un réflexe de sauvegarde de l'intégrité physique (réflexe défensif, réflexe court), avant d'être relayé jusqu’au cerveau où il sera interprété (intégration, modulation, habituation).
Le nocicepteur peut être cutané. Dans ce cas, on distinguera trois types de nocicepteurs :  
1. Mécanorécepteurs, (fibre Aδ) sensibles à la déformation mécanique de la peau, à une pression intense (par exemple lorsque l'on frappe violemment un mur de la main) ;
2. Thermorécepteurs, (fibre Aδ) sensibles aux températures extrêmes : supérieures à 45 °C ou inférieures à 10 °C ;
3. Récepteur polymodal, (fibre C) sensibles à la fois aux effets mécaniques et à la température, ce sont les récepteurs les plus nombreux.

Le nocicepteur peut être également musculaire et articulaire.

## Définition
Les nocicepteurs sont des récepteurs répondant à des stimulations d’intensité forte, généralement lésionnelles.
Ils sont représentés essentiellement par des terminaisons libres.

## Localisation
Les terminaisons des nocicepteurs se trouvent dans toutes les parties du corps pour ressentir des stimuli externes (dans la cornée, les muqueuses et les tissus comme la peau) et internes (dans de nombreux organes, les muscles, la vessie, les articulations).
Les viscères creux (intestins, vessie, utérus) possèdent plus de nocicepteurs que les viscères pleins (poumons, foie, rate).
Les corps cellulaires de ces neurones sont situés dans les ganglions spinaux, les ganglions trijumeaux ou la capsule de Glisson.

## Historique
Les nocicepteurs ont été découverts par Charles Scott Sherrington en 1906. Les nocicepteurs sont acceptés par toute la communauté scientifique grâce aux travaux de Burgess et Perl (1967) et Bessou et Perl (1969) qui mettent en évidence des récepteurs sensoriels cutanés qui demeurent silencieux tant que l’intensité de la stimulation ne menace pas l’intégrité des tissus dans lesquels ils sont situés.

## Caractéristiques des nocicepteurs
Ceux-ci peuvent être stimulés :

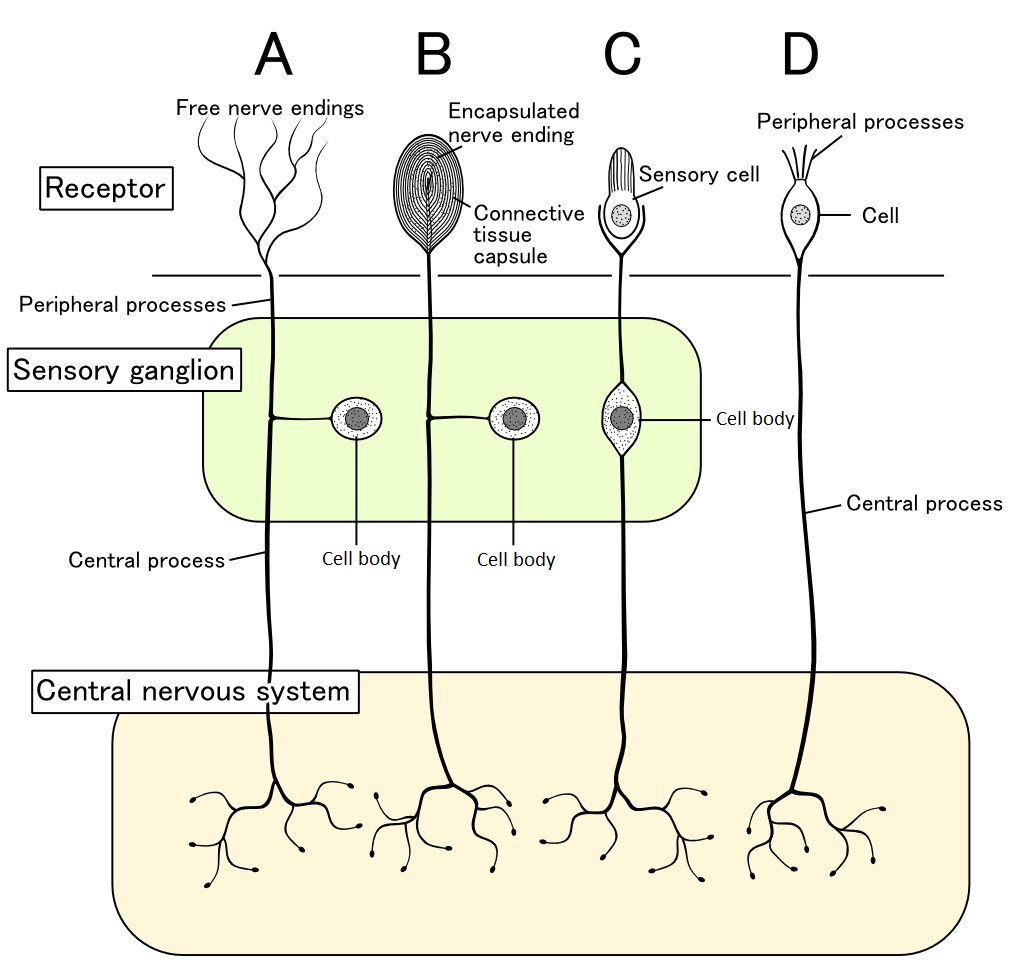
Fonctionnement du système sensoriel (en anglais)

- soit directement : stimuli mécanique, thermique ;
- soit indirectement : stimuli traumatique, ischémique, inflammatoire (libération par les tissus lésés de substances dites algogènes) ;

- seuil d’activation élevé ;
- capacité à coder l’intensité d’un stimulus ;
- pas ou peu d’adaptation (pour remplir le rôle de système d’alerte).

Le cerveau ne possède pas de récepteurs de la douleur. Les signaux de douleurs sont perçus par d'autres structures à l'intérieur de la tête, notamment les vaisseaux sanguins, les muscles et les nerfs du cou, du visage et du cuir chevelu, des méninges. La douleur perçue en raison d'une tumeur du cerveau, d'une hémorragie cérébrale ou d'une infection, est le résultat de l'augmentation de la pression. Cette augmentation de la pression est produite par le gonflement du cerveau qui s'exerce sur les autres structures de la tête possédant des nocicepteurs.

## Différents types de nocicepteurs
La majorité des nocicepteurs sont classés selon les modalités environnementales auxquelles ils répondent.

### Nocicepteurs mécaniques (mécanonocicepteurs)
Répondent aux stimuli de pressions excessives ou déformations mécaniques, ainsi qu’aux ruptures de la surface de la peau (coupures, incisions). 
Ces nocicepteurs, souvent polymodaux, sont sensibles à la fois aux déformations mécaniques ainsi qu’aux stimuli thermiques.

### Nocicepteurs thermiques
Ils sont sensibles aux températures nocives chaudes et froides. On ne sait toujours pas à ce jour comment le niveau de température nocif est déterminé.
Des études ont montré que le comportement d'évitement thermique des mutants egl-3 et egl-21 chez C. elegans était considérablement entravé par rapport au WT (N2). La protéine convertase EGL-3 et la carboxypeptidase E d'EGL-21 sont des enzymes essentielles pour la maturation des pro-neuropeptides en neuropeptides actifs essentiels à la perception thermique.

### Nocicepteurs chimiques
Les nocicepteurs chimiques sont sensibles à une large variété de molécules.
Parmi les stimulants externes on peut noter la capsaïcine, l’acoleine et les toxines d’araignées.
Les nocicepteurs peuvent également détecter des stimulants internes comme certains ligands endogènes, quelques acides gras qui proviennent de changements dans les tissus internes.

### Nocicepteurs polymodaux
Nocicepteurs sensibles à plusieurs types de stimulation.

### Nocicepteurs silencieux ou endormis
Ces récepteurs sont sensibles à l’inflammation des tissus aux alentours de la lésion. Ils ne répondent pas directement aux stimuli nocifs (chimiques, thermiques ou mécaniques) mais  plutôt au résultat d’une lésion, c’est pour cette raison qu’on les appelle silencieux ou endormis.

## Voies des nocicepteurs
Les nocicepteurs ont deux types de fibres (les fibres peuvent-être des dendrites et des axones), les fibres A delta et les fibres C.
Les fibres A-delta sont myélinisées et permettent au potentiel d’action de se propager à une vitesse moyenne de 20 m/s. Le message initial porté par ces fibres correspond au premier temps de la douleur ressentie, qui est aigüe et intense.
Les fibres C, moins myélinisées, conduisent plus lentement les potentiels d’action. Ces derniers se propagent à une vitesse moyenne de 2 m/s. Le message véhiculé correspond au deuxième temps de la douleur, qui est une douleur plus sourde, légèrement moins intense et qui dure plus longtemps.

## Origine et développement des nocicepteurs
Les nocicepteurs se développent tardivement dans la neurogenèse, à partir de cellules souches de la partie dorsale des crêtes neurales. Des recherches sont toujours en cours pour comprendre quels facteurs déterminent la différence entre ces nocicepteurs.